# أنيتا كير
أنيتا جين غريلي (بالإنجليزية: Anita Jean Grilli) (ولدت 13 أكتوبر 1927)، وعرفت باسمها الفني أنيتا كير (بالإنجليزية: Anita Kerr)، هي مغنية وموزعة وملحنة وقائد فرقة موسيقية وعازفة بيانو ومنتجة موسيقية أمريكية. غنت أنيتا مع فرقتها وحققت النجاح في ناشفيل ولوس أنجلس وأوروبا.

## المسيرة

### ناشفيل
ولدت أنيتا في ممفيس، تينيسي. تزوّجت من آل كير في عام 1947، وانتقل الزوجان إلى ناشفيل في السنة التالية كي يعمل آل كمشغل أغاني على محطة WKDA. غنت أنيتا في خماسي غنائي وجذبت انتباه أحد مخرجي البرامج في محطة WSM الإذاعية، الذي عيّنها لتقود جوقة ثمانية على برنامج «الأحد في الجنوب». وانضم إليها المغنون كارل غارفين، جيم هول، دوغ كيركهام، ماري إلين باكيت، إفيلن ويلسون، ميلدرد كيركهام، دون فوتريل. أول جلسة تسجيل للفرقة كانت مع ريد فولي، وأصدروا معه أغنية Our Lady of Fatima التي وصلت للمركز 16 على قائمة بيلبورد لأغاني البوب عام 1950. في السنة التالية، وقّع معهم المنتج أوين برادلي عقدا للتسجيل مع ديكا ريكوردز. أصبحت مواهب الفرقة مطلوبة، وواصلت الغناء خلف فناني الريف الآخرين في ناشفيل مثل إدي أرنولد، بورل آيفز، إرنست تاب. وارتفع عدد جلسات تسجيل المجموعة من جلستين في الأسبوع إلى ثمان جلسات أسبوعيا بحلول العام 1955.
في 1956، ربح مغنو أنيتا كير مسابقة على برنامج آرثر غودفري على التلفزيون الوطني. تم تخفيض الفرقة إلى رباعي باقتراح من غودفري، سافرت المجموعة إلى مدينة نيويورك كل أسبوعين من أصل ستة لتظهر مع غودفري على برنامجه اليومي في الإذاعة والتلفزيون. بعد سنوات قليلة، غنت فرقة كير خمسة أيام أسبوعيا مع جيم ريفز على برنامجه الإذاعي الوطني في محطة WSM. ضم الرباعي في هذا الوقت غيل رايت، ومغني الباريتون لويس نانلي، ومغنية الألتو دوتي ديلارد، وكانت كير نفسها مغنية السوبرانو والموزعة. ساهمت الفرقة في ما بين إثنا عشر وثمان عشرة جلسة تسجيل أسبوعيا. وبعد أن غنوا خلف فارون يونغ وتشيت أتكينز وويب بيرس على محطة SESAC الإذاعية، دعتهم المحطة لتسجيل أغانيهم الخاصة. أصدرت الفرقة نحو ستين أغنية من إنتاج SESAC بين عامي 1959 و1963. وأهم أغانيها كانت أغنية Forever وأصدرتها تحت اسم Little Dippers في عام 1960.
وقّعت الفرقة عقدا مع آر سي أيه فيكتور في 1961. وكان أول ألبوم لهم على هذه العلامة هو From Nashville...The Hit Sound. زادت الفرقة بعدها من ذخيرتها الفنية بغنائها أغاني راي تشارلز وألحان هنري مانسيني.
ربح ألبومهم We Dig Mancini من عام 1965 جائزة جرامي لأفضل أداء من قبل مجموعة صوتية. واصلت المجموعة الغناء لأنفسهم وخلف مشاهير المغنين في ناشفيل. يظهر توزيع كير على عديد الأغاني من أداء هانك سنو، بريندا لي، بيري كومو، بات بون، روزماري كلوني، بوبي فينتون، روي أوربيسون، ويلي نيلسون، فلويد كريمر، آل هيرت، آن مارجريت، والعديد من الفنانين الآخرين. كما أقامت المجموعة جولة في أوروبا عام 1964 مع تشيت أتكينز وجيم ريفز.

### لوس أنجلس
أصبح مغنو أنيتا كير مع فريق جوردانيرز الفريقين الرئيسيين في مجال الغناء الخلفي في معظم تسجيلات ناشفيل الناجحة في أواخر الخمسينات وأوائل الستينات. تطلقت أنيتا من زوجها آل، وتركت فريها في ناشفيل وانتقلت إلى لوس أنجلس في أغسطس 1965 مع زوجها الثاني، وهو رجل أعمال سويسري يدعى أليكس غروب، وابنتيها سوزي وكيلي. لم تعد أنيتا ترغب وقتها بأن تكون مغنية خلفية أو موزعة في موسيقى الكانتري فقط، بل أرادت أن تعمل في موسيقى البوب والجاز وغيرها من الأصناف الموسيقية. واستعانت ببعض المحامين لإبعادها عن عقدها من قسم ناشفيل من تسجيلات آر سي أيه، وتعاقدت بعدها مع تسجيلات وارنر براذرز، وشكّلت نسخة لوس أنجلس من فرقة مغني أنيتا كير. تضمّنت المجموعة الجديدة للسنوات الخمس التالية المغنين المذكورين: مغنو الألتو بي جاي بيكر أو جاكي وارد، مغنو التينور جين مرلينو أو بيل كول، مغني الباريتون بيل لي، مغني الباس بوب تيبو، وكانت أنيتا كير مغنية السوبرانو والموزعة. سجّلت المجموعة ست ألبومات مع وارنر براذرز منها تقليد لأغنية All You Need Is Love لفريق البيتلز، وألبوم مخصص لأغاني الملحن بيرت كامبفرت. كما سجلت المجموعة ثلاث ألبومات مارياتشي باسم «مغنو مكسيكالي» على توزيع يشبه هيرب ألبرت وتيخوانا براس. كما ربحت المجموعة جائزة جرامي أخرى عن أغنية A Man And A Woman التي أصدرت كمنفردة على تسجيلات وارنر براذرز.
في أوائل عام 1967، وقّعت أنيتا كير عقدا لتكون مديرة الكورس في الموسم الأول من برنامج ساعة كوميديا مع الأخوة سموذرز. كما قادت الجوقة والأوركسترا في جلسة تسجيل ألبوم It's Real للمغنية دال إيفانز عام 1967. في نفس العام، تعاونت كير مع الشاعر رود ماكوين في إعداد ألبوم يحوي أبيات مع خلفية موسيقية بعنوان The Sea. وقّعت كير عقدا مع دوت ريكوردز عام 1969. وأول ألبومات المجموعة على هذه العلامة كان ألبوم يحتوي أنجح أغاني الشاعرين الغنائيين بيرت باكاراك وهال ديفيد، وفاز هذا الألبوم بجائزة إديسون. كما سجّلت ألبومي كريسماس على العلامة. في أواخر الستّينات، كما قامت كير بترتيب وإنتاج الاسطوانات لفنانين آخرين. كما سجلت ألبوم Touchlove عام 1970، الذي أظهر مهاراتها في العزف على البيانو.

### أوروبا

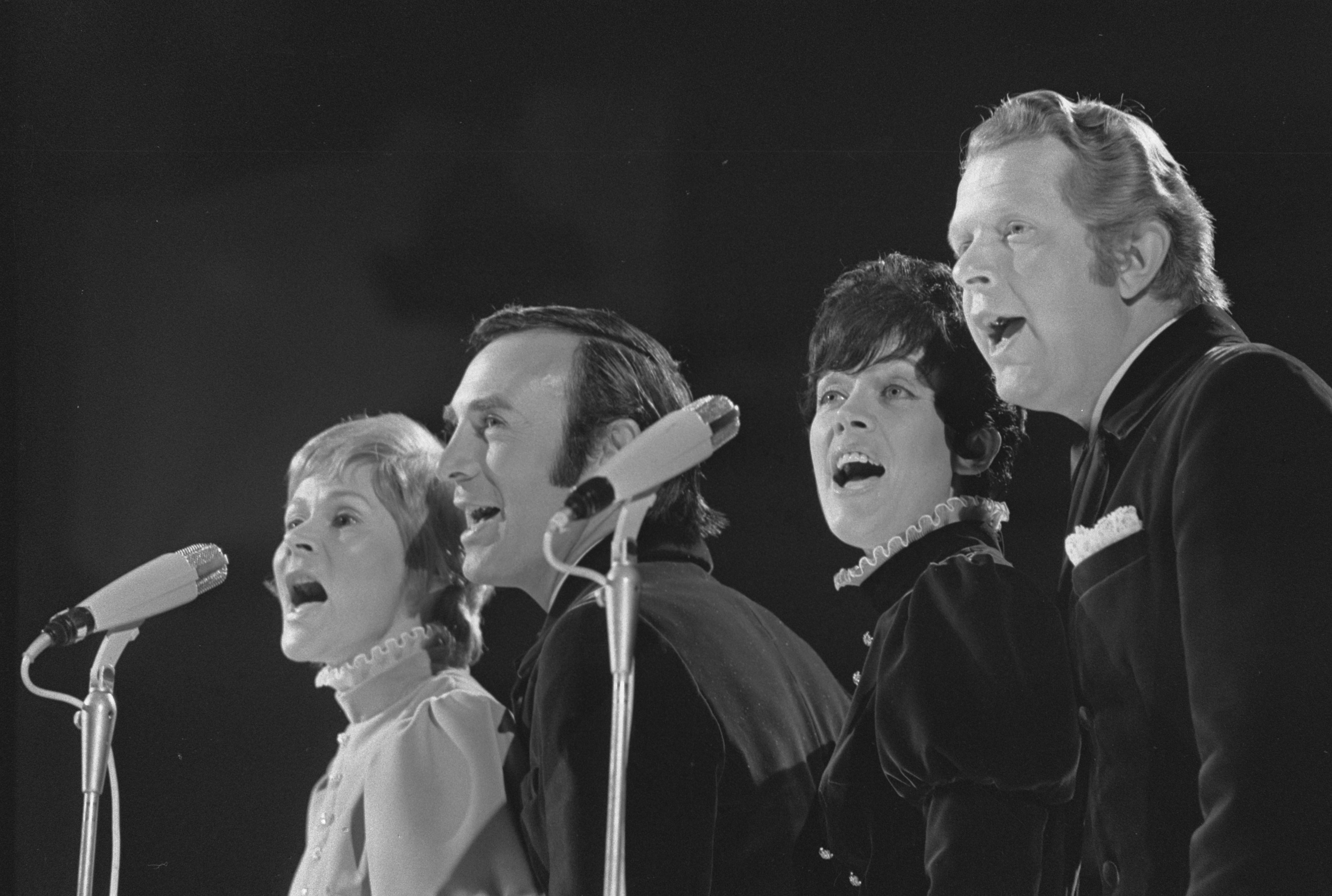
مغنو أنيتا كير يغنون في أمستردام في حفل جوائز إديسون في 1970 (من اليسار إلى اليمين، أنيتا كير، جين مرلينو، جاكي وارد، بوب تيبو)

انتقلت كير إلى سويسرا في 1970. وسجّلت الأغاني في لندن، وبدأت مجموعة جديدة بمواهب بريطانية: آن سيمونز، كين باري (الراوي والمغني من برنامج بات ساعي البريد)، داني ستريت. في 1971، سجّلت ألبوما يضم أهم أغاني سايمون وغارفنكل. وسجلت في السنة نفسها ألبوم A Christmas Story لفرقة أمبيكس وألّفت فيه الموسيقى والكلمات لجميع الأغاني، وحظيت بشرف قيادة الأوركسترا الفيلهارمونية الملكية خلال تسجيل الألبوم.
سجلت كير أيضا على علامات إم سي أيه وفيليبس، وقادت أوركسترا الموسيقى التصويرية لفيلم «ليمبو»،  وهو فيلم درامي من بطولة كيت جاكسون. كما ظهرت عدة مرات على التلفزيون الهولندي في أوائل السبعينات. ثم وقعت في عام 1974 عقدا مع وورد ريكوردز وظلت تعمل معهم لخمس سنوات، وسجلت معهم عدة ألبومات دينية، وترشحت مرتين لجائزة غرامي عن تلك الألبومات.
خلال هذه السنوات، كتبت كير عدة ترتيبات كورالية لشركة هال ليونارد، أكبر ناشر للنوتات الموسيقية في العالم.
في عام 1975، تلقت كير جائزة الجمعية الأمريكية للملحنين والمؤلفين والناشرين ASCAP خاصة «لمساهماتها الهامة في ولادة وتطوير موسيقى ناشفيل».
في 1985، قدمت كير توزيعها الخاص على أغنية Piano, Piano في المشاركة السويسرية لمسابقة يوروفيجن عام 1985 في مدينة غوتنبرغ السويدية. وأصبحت بهذا ثالث قائدة فرقة موسيقية في تاريخ المسابقة بعد دخول قائدتي فرقة في المسابقة عام 1973، وهما مونيكا دومينيك من السويد ونوريت هيرش من إسرائيل. في 1992، تلقت كير جائزة حكام NARAS «كاعتراف لها بمساهمتها البارزة في الموسيقى الأمريكية».

## وصلات خارجية
- أنيتا كير على موقع IMDb (الإنجليزية)
- أنيتا كير على موقع ميوزك برينز (الإنجليزية)
- أنيتا كير على موقع أول ميوزيك (الإنجليزية)
- أنيتا كير على موقع ديسكوغز (الإنجليزية)
- أنيتا كير على موقع قاعدة بيانات الفيلم (الإنجليزية)